# Diseño de la suspensión automotriz
El diseño de la suspensión automotriz es un aspecto de la ingeniería automotriz que se ocupa del diseño de la suspensión para coches y camiones.

## Proceso
El proceso conlleva:
- Seleccionar objetivos de nivel del vehículo apropiados
- Seleccionar una geometría del sistema
- Elegir la ubicación de los "puntos duros”, los centros teóricos de cada junta de rótula o buje ycervicios que posen estructuras y
- Seleccionar la tasa de bujes
- las cargas en la suspensión es para
- Diseñar las tasas de muelle
- Diseñar las características de los amortiguadores
- Diseñar la estructura de cada componente para el cervicio que sea fuerte, rígido, ligero y barato
- la dinámica del vehículo con el diseño resultante

Desde los años noventa, el uso de [de los cervicios  multicuerpo|simulación multicuerpo]] y el software de elementos finitos ha hecho esta serie de tareas más sencillas.

## Objetivos de nivel del vehículo
Una lista parcial incluiría:
- Aceleración transversal en el umbral del estado estacionario (en modo subviraje)
- Rigidez al balanceo (grados por g de aceleración transversal)
- Frecuencia de conducción
- Distribución de la transferencia de carga lateral de la parte delantera a la trasera
- Distribución del momento de balanceo de la parte delantera a la trasera
- Altura de la conducción dependiendo del estado de carga
- Gradiente de subviraje
- Radio de giro
- Efecto Ackermann
- Carrera de compresión
- Carrera de extensión

Una vez todos los objetivos del vehículo han sido identificados, pueden ser usados para fijar objetivos para las dos suspensiones. Por ejemplo, el objetivo de subviraje puede ser dividido en dos contribuciones de cada extremo usando un análisis Bundorf.

## Geometría del sistema
Normalmente, un diseñador de vehículos trabaja con una serie de restricciones. La geometría de la suspensión elegida para cada extremo del vehículo tiene que obedecer a esas limitaciones. Para ambos extremos del coche esto incluiría el tipo de muelle, la localización de éste y la de los amortiguadores.
Para la suspensión frontal habrá que considerar lo siguiente:
- El tipo de suspensión (brazo McPherson o suspensión de paralelogramo deformable)
- Tipo de engranaje de dirección (piñón y cremallera o bola de recirculación)
- Ubicación del engranaje de dirección, delante o detrás del centro de la rueda

Para la suspensión trasera, en la práctica, existen más tipos de suspensión posibles.

## Puntos duros
Los puntos duros controlan los valores estáticos y la cinemática de la suspensión. Los valores estáticos son:
- Paralelismo(convergencia/divergencia)
- Ángulo de caída
- Ángulo de avance
- Altura del centro de balanceo
- Avance
- Antihundimiento y antilevantamiento
- Salida
- Brazo transversal
- Ratio del muelle y el amortiguador

La cinemática describe cómo cambian las características importantes cuando la suspensión se mueve, normalmente en balanceo o dirección. Incluyen:
- Desvío de la dirección en ambas ruedas por impacto (bump steer)
- Desvío de la dirección en una rueda por impacto (roll steer)
- Desvío de la dirección por la fuerza de tracción
- Desvío de la dirección por la fuerza de frenado
- Ganancia de ángulo de caída en balanceo
- Ganancia de ángulo de avance en balanceo
- Ganancia de altura del centro de balanceo
- Variación del porcentaje de Ackerman con el ángulo de giro
- Ganancia de superficie en balanceo

El análisis de estos parámetros puede hacerse gráficamente, o con CAD, o con el uso de software de cinemática.

## Análisis de conformidad
La elasticidad de los bujes, el chasis y otras partes modifica el comportamiento de la suspensión. En general es difícil aumentar la cinemática de una suspensión usando los bujes, pero un ejemplo donde funciona es en el buje de control de paralelismo usado en las suspensiones traseras de eje torsional. Más a menudo, las suspensiones de los coches modernos incluyen un buje NVH. Están diseñados como la mejor solución para las vibraciones y fuerzas que originan las irregularidades y los impactos de la carretera y son ajustables supuestamente sin afectar mucho a la cinemática.

## Cargas
Una vez que la geometría básica está establecida, no se pasan a estimar las cargas en cada parte de la suspensión y el tren delantero. Esto puede ser tan simple como decidir qué máximo probable de carga existe en la superficie de contacto con el suelo y entonces dibujar un diagrama de cuerpo libre de cada parte para analizar las fuerzas, o tan difícil como simular el comportamiento de la suspensión sobre una carretera desigual, y calcular las cargas originadas. A menudo se usan las cargas que han sido medidas en una suspensión similar – este es el método más fiable.

## Diseño detallado de los brazos
Las cargas y geometría se usan entonces para diseñar los brazos y el husillo. Llegados a este punto, inevitablemente, encontraremos algunos problemas que comprometerán la geometría básica de la suspensión.